# Kenneth Graeme McLean
Sir Kenneth Graeme McLean, britanski general, * 11. september 1896, † 5. junij 1987.